# 粗根鼠耳芥
粗根鼠耳芥（学名：Arabidopsis monachorum）为十字花科鼠耳芥属的植物，为中国的特有植物。分布在中国大陆的西藏等地，目前尚未由人工引种栽培。